# Tossaphol Chomchon
Tossaphol Chomchon (thailändisch ทศพล ชมชน; * 9. Dezember 1989 in Khon Kaen), auch als Ton bekannt, ist ein thailändischer Fußballspieler.

## Karriere
TTossaphol Chomchon spielte bis 2015 beim damaligen Erstligisten Bangkok Glass in Pathum Thani. 2016 wechselte er nach Chiangmai, wo er sich dem Chiangmai FC anschloss. Der Verein spielte damals in der zweiten Liga, der Thai Premier League Division 1. Nach einem dritten Tabellenplatz 2018 stieg er mit Chiangmai in die erste Liga auf. Mitte 2019 nahm ihn sein ehemaliger Club, der heutige BG Pathum United FC, wieder unter Vertrag. Nach dem Abstieg 2018 spielte der Club in der zweiten Liga, der Thai League 2. 2019 wurde er mit dem Club Meister und stieg somit wieder in die erste Liga auf. Nach einer überragenden Saison 2020/21 wurde BG am 24. Spieltag mit 19 Punkten Vorsprung thailändischer Fußballmeister. Nach Ende der Saison 2021/22 wurde sein Vertrag nicht verlängert. Im Juni 2022 unterschrieb er einen Vertrag beim Erstligisten Khon Kaen United FC. Für den Klub aus Khon Kaen bestritt er sechs Erstligaspiele. Nach der Hinrunde 2022/23 wechselte er im Januar 2023 bis Saisonende zum Zweitligisten Ayutthaya United FC. Für den Zweitligisten aus Ayutthaya bestritt er 17 Ligaspiele. Im Sommer 2023 nahm ihn der ebenfalls in der zweiten Liga spielende Chiangmai United FC unter Vertrag. Nach zwei Spielzeiten, in denen er 35 Ligaspiele bestritt, wurde sein Vertrag im Sommer 2025 nicht verlängert.

## Erfolge
Chiangmai FC
- Thai League 2: 2018 (3. Platz)  ▲

BG Pathum United FC
- Thailändischer Meister: 2020/21
- Thailändischer Vizemeister 2021/22
- Thailändischer Zweitligameister: 2019   ▲